# Гогитидзе, Манана Гивиевна
Мана́на Ги́виевна Гогити́дзе (род. 2 декабря 1982, Ленинград, СССР) — российская актриса музыкального театра, мюзиклов и кино, певица, лауреат национальных театральных премий «Золотая маска» (2013) и (2014), лауреат премии «Музы Петербурга» и премии «Театры Санкт-Петербурга — детям», лауреат национальной театральной премии «Музыкальное сердце театра» (2024).

## Биография
Родилась 2 декабря 1982 года в городе Ленинград в творческой семье. Дед Андрей Петров — композитор, автор музыки к художественным фильмам. Бабушка Наталия Ефимовна — журналист. Отец Гиви Гогитидзе — моряк. Мать Ольга — композитор, соавтор некоторых произведений своего отца. Брат Пётр — музыкант, контрабасист филармонического оркестра. Племянница Софико — певица и актриса музыкального театра детей «Радуга», озвучивает мультфильмы.
В детстве обучалась игре на саксофоне в музыкальной школе и актёрскому мастерству в кино-школе «Кадр» при «Ленфильме», окончив в 1999-м. В 2004 году с отличием окончила факультет «Актёр драматического театра и кино» СПБГАТИ (курс Г. А. Барышевой). По окончании поступила в аспирантуру, становится ассистентом, позже педагогом курса Г. А. Барышевой по актёрскому мастерству, затем преподавателем на кафедре вокала и музыкального воспитания. В 2014 году набрала курс в Театральной академии артистов музыкального театра и мюзикла при Театре музыкальной комедии.
С 2007 года сотрудничает с Санкт-Петербургским государственным театром музыкальной комедии. С 2007 по 2010 год исполняла роль «Мамы» Мортон в мюзикле «Чикаго». C сентября 2011 года исполняет роль Ребекки Шагал в мюзикле «Бал вампиров», удостоившись национальной театральной премии «Золотая маска» (2013) за работу. С декабря 2014 года исполняет роль леди Бэконсфилд в мюзикле «Джекилл и Хайд». С 2014 года принимает участие в спектакле-концерте «Хиты Бродвея и не только…». С 2019 года исполняет роль певицы в Сан-Франциско в мюзикле «Девчонка на миллион» и Прасковьи в оперетте «Весёлая вдова». С 2024 года исполняет роль Екатерины в мюзикле «Капитанская дочка». Участвует в международном гала-концерте звёзд оперетты в 2022-м.
Играет спектакли в театре «Приют комедианта», театре «Мюзик-Холл», творческом объединении «Арт-Питер» и других. В 2012-2013 годы исполняла роль Урсулы в мюзикле «Русалочка» в Москве театральной компании «Стейдж Энтертейнмент», получив вторую «Золотую маску» (2014). В 2015-2016 — роль Доры в мюзикле «Поющие под дождём», в 2016-2017 годах исполняла роль Ребекки в московской постановке «Бал вампиров».
В 2014 году участвовала в роли кормилицы в 3D мюзикле «Джульетта & Ромео» Я. Стоклосы в Москве и Варшаве, мюзикле «Безымянная звезда» М. Самойлова на сцене ДК имени Горького в роли мадемуазель Куку. С 2016 года исполняет роль Няни в мюзикле «Демон Онегина» А. Танонова и компании MakersLab в театре ЛДМ и с 2019 роль мамы Пользы в мюзикле «Стиляги» Е. Загота в Театре Наций, номинировалась на премию «Золотая маска».
С бабушкой и мамой организовала Фонд сохранения и развития творческого наследия композитора А. П. Петрова и два крупных проекта: Фестиваль Андрея Петрова и Конкурс композиторов, проходящий раз в год, в которых принимает участие. Ежегодно в БКЗ «Октябрьский» проводит концерт «Петербург Андрея Петрова» ко Дню города. 
Ведет активную концертную деятельность в качестве вокалистки — исполнительницы романсов и песен по России, снимается в кинофильмах. В мае 2020 года приняла участие в акции «Песни Победы» с песней «Песня солдатской Матери». В 2015 году выпустила собственный сборник композиций под названием «Морошка» из песен Андрея Петрова.

«Манана — обладательница красивого тембра волнующе-женственного меццо-сопрано. Диапазон её вокально-артистических перевоплощений может оценить тот, кто слушал её проникновенный монолог в песне Андрея Петрова на стихи Николая Рубцова «Морошка» рядом с рок-н-ролльным натиском «Песенки о морском дьяволе» и очаровательно-шуточной «Песенки про трубачей» (в тандеме с С. Зыковым)».— Мир Белогорья
С сентября 2017 года участница ВИА «ДиЛеММа» вместе с мужем, Еленой Газаевой и Наталией Диевской. В мае 2022 года приняла с мужем участие в туре «В Осетию с Еленой Газаевой» от ВИА «ДиЛеММа».

### Личная жизнь
Супруг — актёр Антон Мошечков с 29 июля 2006 года. Сын — Филипп (29 марта 2010).

## Роли в театре

### Театр «Приют комедианта»
- Мюзикл «Тетка Чарлея из Бразилии» Б. Томаса (реж. В. Минков) — Элла
- Мюзикл «Проделки Скапена» Ж. Б. Мольера (реж. И. Коняев) — Нерина
- Мюзикл «8 Ж» К. Митрофановой (реж. Д. Рассулов) — Дора
- Мюзикл «Сбитый дождём» (реж. Г. Стрелков) —
- Спектакль «Лир» У. Шекспир (реж. К. Богомолов) — Георгий Максимилианович Альбани
- Спектакль-концерт Олега Погудина «Мелодия рассвета» (2021)
- Мюзикл «Айсвилль» А.Н. Островского (реж. А. Франдетти) — Бо и Бо (2023)[29]

### Санкт-Петербургский театр музыкальной комедии
- Мюзикл «Chicago» (реж. Д. Руждьяк-Подольски) — «Мама» Мортон (2007—2010)

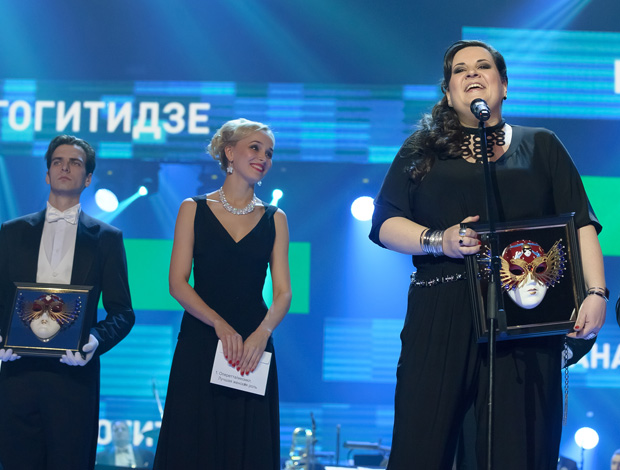
Манана Гогитидзе лауреат премии «Золотая маска», 2013

- Мюзикл «Бал вампиров» (реж. К. Балтус) — Ребекка Шагал (2011 — 2014), (2016),(2018—2019), (2022)[30]
- Спектакль-концерт «Хиты Бродвея и не только…» (реж. Б. Томаш, А. Сафронов, А. Суханов) — Мортон, Сарагина, Урсула, Ода (с 2014)
- Мюзикл «Джекилл & Хайд» (реж. Г. М. Кереньи KERO) — Леди Бэконсфилд (2015—2022)[31]
- Спектакль-концерт «Хиты Бродвея-2. На сцене и на экране» (реж. Б. Томаш, А. Сафронов, А. Суханов) — Сарагина (2017—2019)
- Мюзикл «Девчонка на миллион» (реж. М. Леонидов) — Певица в Сан-Франциско (с 2019)
- Оперетта «Весёлая вдова» (реж. Е. Аронова) — Прасковья (2019)
- Мюзикл «Алиса в стране чудес» (реж. Г. Матвейчук) — Королева (с 2022)[32]
- Музыкальный спектакль «Я ненавижу Гамлета» (режиссёр О. Прихудайлова) — Фаина (с 2023)[33]
- Мюзикл «Капитанская дочка» (реж. И. Коняев) — Екатерина II (с 2024)[34][35]
- Мюзикл «Хозяйка Медной горы» (реж. Г. Матвейчук) — Баріня (с 2025)[36]

### Театр «Мюзик-Холл»
- Спектакль «Идеальный мужчина» (реж. Л. Рахлин) — Эмилия Мишен (2011)
- Мюзикл «Казанова» (режиссёр Илья Архипов) — Хозяйка мастерской (2023)
- Мюзикл «Три товарища» (режиссёр Филипп Разенков) — Звезда Кабаре (2023)

### Stage Entertainment

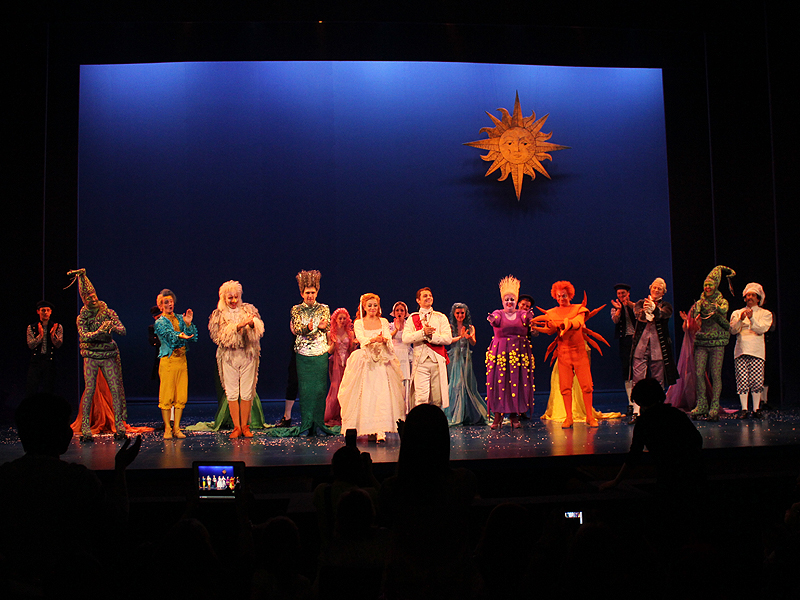
Манана Гогитидзе в роли Урсулы в мюзикле «Русалочка»

- Мюзикл «Русалочка» (реж. Г. Казаль) — Урсула (2012—2014)
- Мюзикл «Поющие под дождём» (реж. К. Уэнн) — Дора Бейли (2015—2016)
- Мюзикл «Бал вампиров» (реж. К. Балтус) — Ребекка Шагал (2016—2017)

### Учебный театр «На Моховой»
- Спектакль «Голоса ушедшего века» (реж. Г. Барышева, О. Погудин) (2013)

### Театр «Алеко»
- Спектакль «Сватовство Бальзаминова» (реж. Н. Леонова) — Клеопатра Ивановн Ничкина (2013)

### Театральная компания «Let It Show Production»
- 3D мюзикл «Джульетта & Ромео» (реж. Януш Юзефович) — Кормилица (2014) (ДК имени Горького и Teatr Studio Buffo, Варшава)

### Антреприза
- «Дворик» (реж. Л. Алимов) — Фаня (2014)[37]
- «Безымянная звезда» (реж. С. Сметанин) — Мадемуазель Ку-Ку (2015)

### Продюсерская компания «Makers Lab»
- Мюзикл «Онегин / Демон Онегина» (реж. С. Стрейзанд) — Няня (с 2016)

### Театр Наций
- Мюзикл «Стиляги» (реж. А. Франдетти) — Мама Пользы (2019)

### Театральная корпорация «Кот Вильям»
- Музыкальная комедия «Квартира с оранжевым ветром» (реж. В. Владимиров) — Тёща (2022)

### Театр эстрады имени А. И. Райкина
- Мюзикл «Маугли» (режиссёр Алексей Франдетти) — Балу (2023)

## Отзывы критиков
Мюзикл «Джекилл & Хайд»:
Эффектными получились персонажи второго плана: компания великосветских лордов и леди выглядит одновременно комично и устрашающе (чего стоит одна только Манана Гогитидзе – леди Бэконсфилд: роскошный наряд, мягкое обаяние, и железобетонные интонации; эта дама может быть прелестной, а может раздавить каблуком кого угодно).
Алиса Никольская. Дихотомия Добра и Зла. О спектакле «Джекилл&Хайд» // Чайка : интернет-журнал. — 2015. — 13 январь (№ 3).
Мюзикл «Онегин»:
Удивительный образ нянюшки сестер создала Манана Гогитидзе. Кто знает, может, такой и была няня Александра Сергеевича. Верящая в сказки и обряды, когда-то пережившая большую любовь (рассказ о любимом Ванюшке), душевная, сопереживающая. Когда героиня Мананы поет песню про чертенка, а с двух сторон к ней прильнули Ольга и демоненок, возникает горячее желание оказаться рядом, почувствовать ее тепло, обнять. Эта роль актрисы в корне отличается от энергичной, жесткой и одновременно привлекательной Мамы Мортон (мюзикл «Чикаго», который шёл на сцене Санкт-Петербургского театра музкомедии).
Ольга Соловьева. Под скрип пера. О мюзикле «Онегин» // Играе с начала : интернет-газета. — 2016. — 6 июнь.
Концерт «Хиты Бродвея»:
Пожалуй, самым колоритным голосом и образом обладает Манана Гогитидзе, чьи номера (Песня Мамы Мортон из «Чикаго» Джона Кандера и «Восстану из пепла словно феникс» Чарли Мэйсона) были наиболее эффектны: низкий, контральтового отлива мощный голос певицы по-настоящему завораживал, как нечто шаманское.
Александр Матусевич. От Бродвея до Морнмартра // Играе с начала : интернет-газета. — 2021. — 31 август.
Мюзикл «Алиса и Страна чудес»:
В исполнении Мананы Гогитидзе эта Красная королева настолько прекрасная и обаятельная, что, кажется, сменить её гнев на милость не так уж и сложно. У Мананы в эмоционально-интонационном багаже нашлось столько разных красок для «рисования» однополярного, казалось бы, образа, что весь «негатив» героини улетучился.

Обаяние отрицательного персонажа сыграло свою роль и при написании арии для неё, которая стала одним из хитов мюзикла, — «Я покорю весь мир».
Владимир Дудин. В Театре музыкальной комедии представили мюзикл «Алиса и Страна чудес» // Санкт-Петербургские ведомости : интернет-газета. — 2022. — 16 июнь (№ 107 (7190)).
Мюзикл «Капитанская дочка»:
Власть в лице императрицы Екатерины II (Манана Гогитидзе) показана как строгая, но справедливая матушка, которая если и карает, то за дело: нечего простой народ оболванивать да на трон царский посягать. А если милует, то от щедрости душевной и в ожидании любви народной. Она появляется в спектакле как deus ex machina, чтобы ослепить всех своим величием и блеском, осыпать царской милостью, подарить Гринёву помилование. «Время карать, время казнить, от бунтаря и смутьяна трон защитить!» — объясняет она свою жестокость в отношении Пугачева.
Екатерина Рыбас. Казаки-разбойники. «Капитанская дочка» в Театре музыкальной комедии // Петербургский театрал : интернет-журнал. — 2024. — 10 ноябрь.

## Дискография
- 2010 — «Андрей Петров. Если радость на всех одна»
- 2015 — «Морошка. Песни Андрея Петрова»

## Фильмография
- 2002 — сериал «Время любить» (эпизод) Режиссёр: Виктор Бутурлин
- 2003 — фильм «Бедный, бедный Павел» (певица) Режиссёр: Виталий Мельников
- 2003 — сериал «Линии судьбы» (Кира) Режиссёр: Дмитрий Месхиев
- 2003 — сериал «Улицы разбитых фонарей-5» Серия 22 «Под сенью девушек в цвету» (Татьяна девушка из агентства «Ландыши») Режиссёр: Александр Игудин
- 2004 — сериал «Неудержимый Чижов». Серия 1 и 4 (Манана, секретарь оргкомитета) Режиссёр: Владимир Зайкин
- 2005 — сериал «Алька» (эпизод) Режиссёр: Виктор Бутурлин
- 2005 — сериал «Тамбовская волчица» (эпизод) Режиссёр: Андрей Черных
- 2006 — сериал «Столыпин... Невыученные уроки». Серия 5 (певица) (в титрах — М.Гогичитзе) Режиссёр: Юрий Кузин
- 2006 — фильм «Гадкие лебеди» (эпизод) Режиссёр: Константин Лопушанский
- 2006 — фильм «Карнавальная ночь-2» (эпизод) Режиссёр: Эльдар Рязанов
- 2007 — фильм «Ветка сирени» (журналистка) Режиссёр: Павел Лунгин
- 2009 — сериал «Брачный контракт». Серия 11 «Монстр» (Марина) Режиссёр: Андрей Черных
- 2009 — сериал «Вербное воскресенье». Серия 1 (Виктория) Режиссёр: Антон Сиверс
- 2009 — фильм «Европа-Азия» (гид) Режиссёр: Иван Дыховичный
- 2009 — сериал «Улицы разбитых фонарей-10» Серия 9 «Плевое дело» (Валентина) Режиссёр: Григорий Жихаревич
- 2009 — сериал «Слово женщине» (эпизод) Режиссёр: Алексей Волынский
- 2010 — документальный фильм «Андрей Петров. Гений музыки для всех»
- 2010 — сериал «Летние приключения отчаянных» (Клавдия Васильевна повариха) Режиссёр: Михаил Славский
- 2010 — фильм «Найди меня» (ларёчница) Режиссёр: Олег Сафаралиев
- 2011 — сериал «Беглец» (приёмщица в химчистке) Режиссёр: Пётр Амелин
- 2011 — сериал «Шаман». Фильм 3 «Телохранитель» (мастер цеха) Режиссёр: Максим Кубринский
- 2011 — сериал «Зайцев+1» 1 сезон. Серия 14 (эпизод) Режиссёр: Максим Пежемский
- 2014 — сериал «Ментовские войны-8». Фильм 2 «Большой брат» (дворник) Режиссёр: Денис Скворцов
- 2014 — сериал «Шаманка». Серия 17 «Жестокая осень» (Диана Арсеновна Варданян директор дома престарелых) Режиссёр: Анна Богуславская
- 2015 — сериал «Улицы разбитых фонарей-15» Серия 20 «Болтун» (жена Горохова) Режиссёр: Виктор Шкуратов
- 2016 — сериал «Отель последней надежды» (Джессика) Режиссёр: Пётр Амелин
- 2021 — сериал «Патриот-2» (владелица цветочного магазина Манана Зурабовна) Режиссёр: Николай Бурлак
- 2021 — сериал «Условный мент-3». Серия 16 «Последнее дефиле» (Костина) Режиссёр: Андрей Коршунов
- 2021 — сериал «16-й» (бухгалтерша Оксана Игоревна) Режиссёр: Андрей Коршунов

## Награды и премии

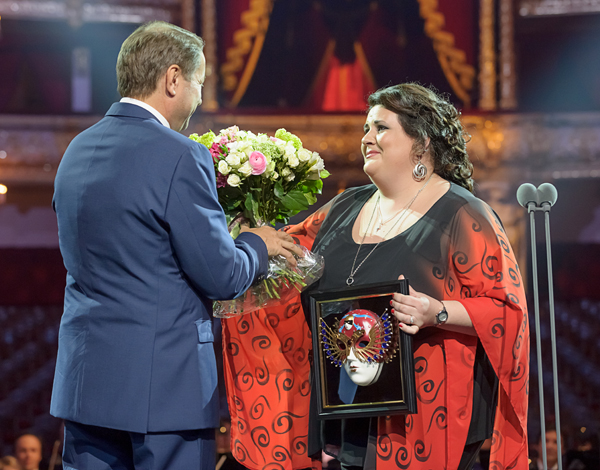
Манана Гогитидзе на церемонии вручения премии «Золотая маска», 2014

- Лауреат премии «Музы Петербурга» в номинации «За лучшую женскую роль мюзикла и оперетты»
- 2013 — Лауреат российской национальной театральной премии «Золотая маска», номинация «Оперетта-Мюзикл/Женская роль» за роль Ребекки Шагал в спектакле «Бал вампиров»[38]
- 2014 — Лауреат российской национальной театральной премии «Золотая маска», номинация «Оперетта-Мюзикл/Женская роль» за роль Урсулы в спектакле «Русалочка»[39]
- 2021 — Номинант российской национальной театральной премии «Золотая маска», номинация «Оперетта-Мюзикл/Лучшая роль второго плана» за роль мамы Пользы в спектакле «Стиляги»[40]
- 2023 — Лауреат премии XXXI фестиваля «Театры Санкт-Петербурга — детям» за «создание органичного и колоритного образа Балу» в детском музыкальном спектакле «Маугли»
- 2024 — Лауреат российской театральной премии «Музыкальное сердце театра», номинация «Лучшая исполнительница роли второго плана» за роль Бо и Бо в спектакле «Айсвилль»[41][42]